# 西島義則
西島 義則（にしじま よしのり、1961年10月30日 - ）は、日本の競艇選手。49期で、選手登録番号は3024。同期には若女井正、大嶋一也、山口哲治らがいる。
身長166cm、血液型はAB型。島根県鹿足郡柿木村（現在の吉賀町）出身。現在は福岡県在住であるが、所属は広島支部所属。

## 来歴
叔父に競艇選手がいた影響で競艇選手を志す。島根県立益田農林高等学校3年時に競艇選手養成所の試験を受けたものの身体検査の血圧で不合格となり、他に就職先も決めていなかったことから高校卒業後は当時広島市内の大学に通っていた姉を頼って広島に出て、ガソリンスタンドでアルバイトをしながら養成所の再受験を目指し、競艇選手となった。
1997・1998年の総理大臣杯競走をともにイン逃げで連覇、2000年には6月グランドチャンピオン決定戦競走・7月オーシャンカップ競走・8月モーターボート記念と1974年の野中和夫以来26年ぶり史上2人目となるSG3連覇を達成し、同年の最優秀選手として表彰された。
2011年前期まではA1級をほぼ維持していたが、当期に事故率オーバーとなり同年後期には一気にB2級に降格となった。しかし2012年前期には再びA1級に復帰し、2024年後期時点では最年長A1格付けを維持している。

## 戦法
- 「イン逃げの西島」「インの鬼」の異名を持ち、たとえ6号艇でも、スタートまでの助走距離がどれだけ短くなっても、前付けでインコースを狙うイン屋の選手として知られる。
  - デビュー当初は積極的なコース取りはしておらず、まくり一撃を得意とする現在とは真逆のレーススタイルだったが、1993年に植木通彦の総理大臣杯でのレースに影響を受けて独自にモンキーターンの練習をするうちに、「インコースで全速モンキーターンができたら捲られることも差されることもないだろう」と考えたことがイン屋になるきっかけだったという[2]。
    - しかしイン屋になって以降も2000年のモーターボート記念では5コースから差しを決めて優勝したり[3]、コースの特性上枠なり進入が原則の江戸川競艇場では3コースからまくり差しを決めて勝ったりと[4]、進入コース不問で自在な戦い方もできる選手である。

  - また本人は「自分の舟券を買ってくれる人がいる以上、勝つためには最善を尽くすし、勝てるコースを選ぶのがプロだと思っている」という趣旨の発言もしている[2]。
- 西島のモンキーターンは頭が水面に突っ込みそうなほどの深い前傾姿勢であり、それをペリカンになぞらえて「ペリカンモンキー（ターン）」と呼ばれており、「ペリ（カン）」が西島のニックネームにもなっている。

## 人物・エピソード
- 西島の母と元競馬騎手・調教師の田原成貴の父が兄妹で、西島と田原は従兄弟の関係に当たる。
- 2000年のオーシャンカップは地元の宮島競艇場での開催となったことから、本人は「絶対にここで後悔しないレースをする」と心に決め[2]、前年の若松での同レースで優勝した田頭実と同様に極限まで減量してレースに臨み、優勝を果たした。
- SG出場の際には「柿木村のジィちゃん」にメッセージを送っていた。2000年のオーシャンカップ（前出）では優勝戦を観戦に訪れており、表彰式で西島と対面した際には西島が人目をはばからずに涙を流した[2]。
- 2002年、宮島で開催されたグランドチャンピオン決定戦の優勝戦で熊谷直樹と共にフライングを喫し、1レース当たり最高額となる24億3513万3800円の返還（返還率92.8％）の原因となった。
- 2006年全日本選手権競走の初日ドリーム戦を制した西島は、ゴールと同時にガッツポーズをした。これはレース前に山室展弘に「1等取ったらガッツポーズしろ」と唆されてやったものである。
- レースに出場していない時は「毎朝6時に起きて、子供たちに持たせる弁当を作っている」という[5]。得意料理は卵焼きで[5]、広島支部の後輩でyoutuberとしても活動する上平真二からは「この前、『弁当を作ってる動画を撮影してyoutubeにアップしてください』と言われた（笑）」と話す[5]。

## 選手経歴
- 1980年、第49期選手養成員として本栖研修所に入所。
- 1981年9月19日、選手登録。
- 1981年11月20日、宮島競艇場で開催された一般戦でデビュー。デビュー戦でいきなり1着を取り、節間3勝をあげる。
- 1997年3月15日、住之江競艇場で開催された SG「第32回総理大臣杯」でSG初優勝を果たす[6]。
- 1998年3月17日、丸亀競艇場で開催された SG「第33回総理大臣杯」で同競走連覇となる通算2回目のSG優勝[7]。
- 2000年6月20日、下関競艇場で開催された SG「第10回グランドチャンピオン決定戦」で通算3回目のSG優勝[8]。
- 2000年7月15日、宮島競艇場で開催された SG「第5回オーシャンカップ」でSG連続優勝となる通算4回目のSG優勝[9]。
- 2000年8月22日、若松競艇場で開催された SG「第46回モーターボート記念」でSG3連続優勝となる通算5回目のSG優勝[10]。
- 2001年11月20日、児島競艇場で開催された SG「第4回チャレンジカップ競走|チャレンジカップ」で通算6回目のSG優勝[11]。
- 2002年5月28日、尼崎競艇場で開催された SG「第29回笹川賞」で通算7回目のSG優勝[12]。
- 2010年4月13日、ボートレース徳山で開催された G1「第10回 競艇名人戦競走」に初出場、初優勝[13]。
- 2012年6月28日、ボートレース江戸川で開催された GI「第57回江戸川大賞」初日第11Rで勝利し、通算2,000勝を達成[14]。
- 2018年7月31日、ボートレース宮島で開催された一般戦2日目第5Rで勝利し、史上26人目となる通算2,500勝を達成[15]。
- 2024年8月1日、ボートレース浜名湖で開催された GⅢ「マスターズリーグ」初日第5Rで勝利し、史上5人目となる通算3,000勝を達成[16][3]。
- 2024年9月21日、ボートレース多摩川で開催された「第31回神奈川新聞社賞」4日目7Rで勝利し、史上7人目となる通算5000連対を達成[17]。

## 獲得タイトル

### SG
- 1997年 - 総理大臣杯競走
- 1998年 - 総理大臣杯競走
- 2000年 - グランドチャンピオン決定戦競走、オーシャンカップ競走、モーターボート記念競走（SG3連勝）
- 2001年 - 競艇王チャレンジカップ競走
- 2002年 - 笹川賞競走

### GI
- 第3回新鋭王座決定戦
- 宮島36周年記念
- 蒲郡37周年記念
- 蒲郡1996年施設改善記念
- 津41周年記念
- 徳山41周年記念
- 芦屋45周年記念
- 津47周年記念
- 蒲郡ダイヤモンドカップ（2000年）
- 三国47周年記念
- 丸亀49周年記念
- 宮島47周年記念
- 三国48周年記念
- 戸田50周年記念
- 第11回競艇名人戦（名人戦1年目=48歳）
- 住之江第9回GI 賞金王シリーズ戦

### GII
- 現行制度（オーシャンカップ競走、総理大臣杯競走の対象）以前は1回優勝